# Sailach
Sailach ist ein Weiler im Stadtteil Obersteinbach der Kleinstadt Waldenburg im Hohenlohekreis im nördlichen Baden-Württemberg. Nach dem Stand von 2006 hatte der Ort 222 Einwohner.

## Geographie
Sailach liegt in einer Höhenrodungsinsel auf den Waldenburger Bergen auf rund 465–485 m ü. NN wenig westlich über dem oberen Tal der Bibers, das die Höhenlandschaft gliedert, deren Hochfläche meist vom Kieselsandstein (Hassberge-Formation) gebildet ist. Der kleine Fluss ist unterhalb eines Waldhangs am Weilerrand zum auch Sailach-Stausee genannten Hochwasserrückhaltebecken Gnadental angestaut, ihm laufen an zwei Stellen im Ortsbereich erst als kleine Senken ausgebildete kurze Tälchen zu.
Der Ort erstreckt sich mit Baulücken längs der K 2362, später K 2597 von Waldenburg im Norden zur B 14 oberhalb der Roten Steige bei Michelfeld, die im Ort Lange Straße heißt. Unmittelbar am südlichen Ortrand beginnt das Gebiet dieser Nachbargemeinde im Landkreis Schwäbisch Hall.

## Geschichte
Erstmals urkundlich erwähnt wird Sailach 1286 als Selhech. Seit dem 14. Jahrhundert lautet der Ortsname dann Seilach oder Sailach. 1681 bestand der Ort aus 19 Häusern und 12 Scheuern, 1819 aus 27 Wohn- und 15 Nebengebäuden.
2010 hatte der Ort 54 Wohnhäuser mit 38 Nebengebäuden, davon noch einen aktiven Bauernhof. Sailach ist ein langgestrecktes Waldhufendorf, im Gegensatz zum Weiler Obersteinbach, der eine typische Weilersiedlung ist.
Der Ortsname kommt vermutlich aus dem örtlichen Dialekt, in dem das Diminutiv Seelein (zu See) als Säälich [ˈsɛːˌliχ] ausgesprochen wird. Alte Gemeindebücher sprechen von 60 Seen auf der Markung Obersteinbach/Sailach. Die wasserundurchlässigen Schichten aus den ober- und unterhalb des Kieselsandsteins liegenden Mergelschichten lieferten zwar nur geringe landwirtschaftliche Erträge, begünstigen aber die Anlage von Fischteichen.

## Besondere Gebäude
Im früheren Ortskern steht die Jagdscheune oder Zehntscheuer mit ihrem großen Rundbogeneingang an der Jagdsteige, die aus dem 16./17. Jahrhundert stammt. Zu erwähnen ist noch das Hirtenhaus, ein früheres Armenhaus, am südlichen Ortsausgang in Richtung Neunkirchen mit einem Inschriftenstein, der das Datum 1792 trägt. Ihm wurde in den 1930er Jahren ein Glockenturm aufgesetzt.

## Religion
Noch heute gehört Sailach kirchlich zur evangelischen Pfarrei nach Gnadental („Kloster“) in der Nachbargemeinde Michelfeld. Seit den 1920er Jahren gibt es eine relativ große Zahl an neuapostolischen Gläubigen, im Jahre 2006 waren es 80, die sich in der 1956 erbauten Neuapostolische Kirche im Haldenfeld 6 versammeln.